# Patof, volume 2 — Patof et ses amis
 (mai 2025).
Albums de Patof
Patof — 25 grands succès
(2022)
Patof, volume 2 — Patof et ses amis est une compilation de Patof, commercialisée en 2022.

## Composition
L'album réunit des chansons des personnages des séries télévisées québécoises pour enfants Le Cirque du Capitaine, Patofville, Patof raconte et Patof voyage :
- Madeleine Arbour : Madeleine
- Claude Blanchard : Nestor
- Gilbert Chénier : Monsieur Polpon
- Jacques Desrosiers : Patof
- Clovis Dumont : Amikwan
- Roger Giguère : Itof, Boulik, Monsieur Tranquille

Les trois titres, Patof the king of clown, la version politique de Patof Blou et la version 45 tours de Pepperoni, sont édités pour la première fois sur un album depuis leur sortie originale.

## Titres
| No  | Titre                             | Auteur                                                               | Interprète                   | Durée |
| --- | --------------------------------- | -------------------------------------------------------------------- | ---------------------------- | ----- |
| 1.  | Le train pour Patofville          | Chuck Berry, C. Tremblay                                             | Patof                        | 2:43  |
| 2.  | Faut pas me chercher              | Pete Tessier, Pierre Laurendeau                                      | Patof et Monsieur Tranquille | 3:10  |
| 3.  | En pleine face                    | Gilbert Chénier, Pete Tessier                                        | Itof                         | 1:59  |
| 4.  | Un lion s'est échappé             | Jacques Desrosiers, Daniel Valois                                    | Patof                        | 2:46  |
| 5.  | Madame Thibault                   | Pierre Laurendeau, Jerry Devilliers, Claude Leclerc, Louise Dussault | Monsieur Tranquille          | 3:13  |
| 6.  | Le p'tit indien                   | Jiles Perry Richardson, C. Tremblay                                  | Patof                        | 2:43  |
| 7.  | On m'applaudit                    | N. Tallarico, Gilbert Chénier                                        | Patof                        | 2:35  |
| 8.  | Koy koy ayaho                     | Clovis Dumont, Gilbert Chénier, Jacques Desrosiers                   | Amikwan                      | 1:38  |
| 9.  | Policier bonbon                   | Daniel Valois, Gilbert Chénier                                       | Polpon                       | 2:11  |
| 10. | Le roi des espions                | Gilbert Chénier, Daniel Valois                                       | Itof                         | 2:47  |
| 11. | J'aime les animaux                | Gilbert Chénier, Denis Lepage                                        | Patof                        | 2:35  |
| 12. | Gregor                            | Adapt. Gilbert Chénier, Georges Moustaki                             | Patof                        | 2:08  |
| 13. | Quand Patof voyage                | Pete Tessier, Pierre Laurendeau                                      | Patof                        | 2:49  |
| 14. | Mon chien, mon chat et mes lapins | Pierre Laurendeau                                                    | Patof                        | 2:04  |
| 15. | Mon ami Pierrot                   | Pete Tessier, Pierre Laurendeau                                      | Patof                        | 2:52  |
| 16. | Je n'aime pas les chats           | Gilbert Chénier, Daniel Valois                                       | Boulik                       | 2:12  |
| 17. | Patof raconte                     | Claude Leclerc, Denis Lepage                                         | Patof                        | 1:51  |
| 18. | Avec les dix doigts               | Madeleine Arbour, Gilbert Chénier, Alain Jodoin                      | Madeleine                    | 2:08  |
| 19. | Chantons dansons                  | François Bernard                                                     | Patof                        | 2:08  |
| 20. | Patof blou [version politique]    | Hubert Giraud, Adapt. Gilbert Chénier                                | Patof                        | 2:58  |
| 21. | Prudence                          | Daniel Valois, Gilbert Chénier                                       | Polpon                       | 2:46  |
| 22. | Je suis bon malgré tout           | Gilbert Chénier, Daniel Valois                                       | Itof                         | 3:20  |
| 23. | Pepperoni [version 45 tours]      | Les Jokers                                                           | Monsieur Tranquille          | 3:31  |
| 24. | On fait le tour de la terre       | Sarto Levasseur                                                      | Nestor et Patof              | 3:27  |
| 25. | Les monstres                      | Pierre Laurendeau, Jerry Devilliers, Claude Leclerc, Louise Dussault | Monsieur Tranquille          | 3:20  |
| 26. | Pour tromper l'ennemi             | Gilbert Chénier, Pete Tessier                                        | Itof                         | 3:34  |
| 27. | Ma souris Mélanie                 | Pete Tessier, Claude Leclerc                                         | Patof                        | 2:15  |
| 28. | Patof the king of clowns          | D. Williams, Gilbert Chénier, Gilles Brown                           | Patof                        | 2:04  |